# Abdon Maltagliati
Abdon Maltagliati (Vellano, 7 novembre 1894 – 10 novembre 1957) è stato un politico italiano.

## Biografia
Guida nei primi anni venti il tentativo nell'empolese di contrastare l'avanzata fascista. Al termine del conflitto viene eletto all'Assemblea Costituente nel gruppo comunista.